# Noëlle Boisson
Noëlle Boisson (1º dicembre 1944) è una montatrice francese.

## Biografia
È collaboratrice abituale del regista Jean-Jacques Annaud, per il quale ha curato il montaggio di quasi ogni suo film a partire da Il sostituto (1979). Ha vinto quattro volte il Premio César per il miglior montaggio (nel 1983 per Qu'est-ce qui fait courir David?, nel 1989 per L'orso, nel 1991 per Cyrano de Bergerac e nel 2005 per Due fratelli) ed è stata candidata in altre due occasioni. Il suo lavoro per il film L'orso le ha valso anche la candidatura all'Oscar al miglior montaggio.

### Vita privata
È la madre della regista Lola Doillon, nel cui film Contre toi (2010) ha rivestito per la prima volta il ruolo di attrice.

## Filmografia

### Cortometraggi
- Trial, regia di Jacques Doillon (1969)
- Vitesse oblige, regia di Jacques Doillon (1970)
- La voiture électronique, regia di Jacques Doillon (1970)
- On ne se dit pas tout entre époux, regia di Jacques Doillon (1971)
- Bol d'or, regia di Jacques Doillon (1971)
- Autour des filets, regia di Jacques Doillon (1973)
- La mémoire, regia di Gébé (1975)
- Skydance, rendezvous à Paris, regia di Eric Magnan (2002)

### Lungometraggi
- Paris top secret, regia di Pierre Roustang (1969)
- La fiancée du pirate, regia di Nelly Kaplan (1969)
- Papa, les petits bateaux, regia di Nelly Kaplan (1971)
- L'an 01, regia di Jacques Doillon, Alain Resnais e Jean Rouch (1973)
- Hai mai provato... in una valigia? (La valise), regia di Georges Lautner (1973)
- Les doigts dans la tête, regia di Jacques Doillon (1974)
- Un sacchetto di biglie (Un sac de billes), regia di Jacques Doillon (1975)
- Les bronzés, regia di Patrice Leconte (1978)
- Il sostituto (Coup de tête), regia di Jean-Jacques Annaud (1979)
- Les bronzés font du ski, regia di Patrice Leconte (1979)
- C'est pas moi, c'est lui, regia di Pierre Richard (1980)
- La fille prodigue, regia di Jacques Doillon (1981)
- Les hommes préfèrent les grosses, regia di Jean-Marie Poiré (1981)
- Qu'est-ce qui fait courir David?, regia di Elie Chouraqui (1982)
- Il generale dell'armata morta, regia di Luciano Tovoli (1983)
- La pirate, regia di Jacques Doillon (1984)
- Amore e musica (Paroles et musique), regia di Elie Chouraqui (1985)
- L'anno del dragone (Year of the Dragon), regia di Michael Cimino (1985)
- La tentation d'Isabelle, regia di Jacques Doillon (1985)
- Jean de Florette, regia di Claude Berri (1986)
- La donna della mia vita (La femme de ma vie), regia di Régis Wargnier (1986)
- Kidnapping - Pericolo in agguato (Man on Fire), regia di Elie Chouraqui (1987)
- L'orso (L'ours), regia di Jean-Jacques Annaud (1988)
- Cyrano de Bergerac, regia di Jean-Paul Rappeneau (1990)
- Benvenuto a Veraz, regia di Xavier Castano (1991)
- L'amante (L'Amant), regia di Jean-Jacques Annaud (1992)
- Une journée chez ma mère, regia di Dominique Cheminal (1993)
- Toxic Affair, regia di Philomène Esposito (1993)
- Navodneniye, regia di Igor Minaiev (1994)
- La machine - Un corpo in prestito (La Machine), regia di François Dupeyron (1994)
- L'ussaro sul tetto (Le Hussard sur le toit), regia di Jean-Paul Rappeneau (1995)
- Portraits chinois, regia di Martine Dugowson (1996)
- La ville dont le prince est un enfant, regia di Christophe Malavoy (1997) (TV)
- Sette anni in Tibet (Seven Years in Tibet), regia di Jean-Jacques Annaud (1997)
- La figlia di un soldato non piange mai (A Soldier's Daughter Never Cries), regia di James Ivory (1998)
- Un pont entre deux rives, regia di Frédéric Auburtin e Gérard Depardieu (1999)
- Vatel, regia di Roland Joffé (2000)
- Il nemico alle porte (Enemy at the Gates), regia di Jean-Jacques Annaud (2001)
- Volpone, regia di Frédéric Auburtin (2003)
- Due fratelli (Deux frères), regia di Jean-Jacques Annaud (2004)
- L'avion, regia di Cédric Kahn (2005)
- Sa Majesté Minor, regia di Jean-Jacques Annaud (2007)